# پره

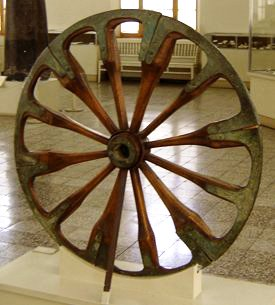
یک چرخ پره‌دار مربوط به اواخر سدهٔ دوم پ. م از چغازنبیل ایران. این چرخ در موزهٔ ملی ایران نگهداری می‌شود.

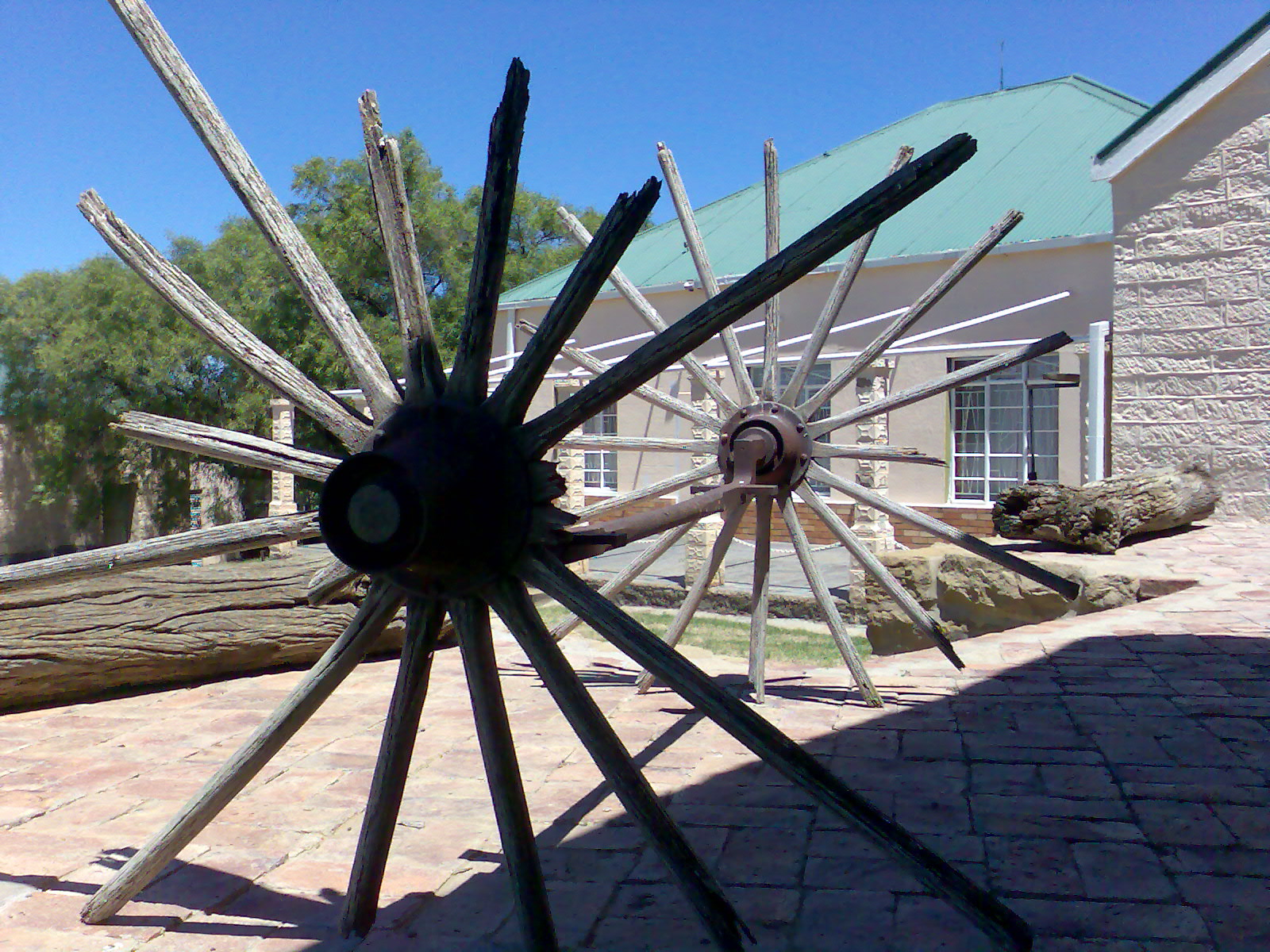
باقیمانده‌های یک جفت چرخ ارابه با مونتاژ محور فلزی.

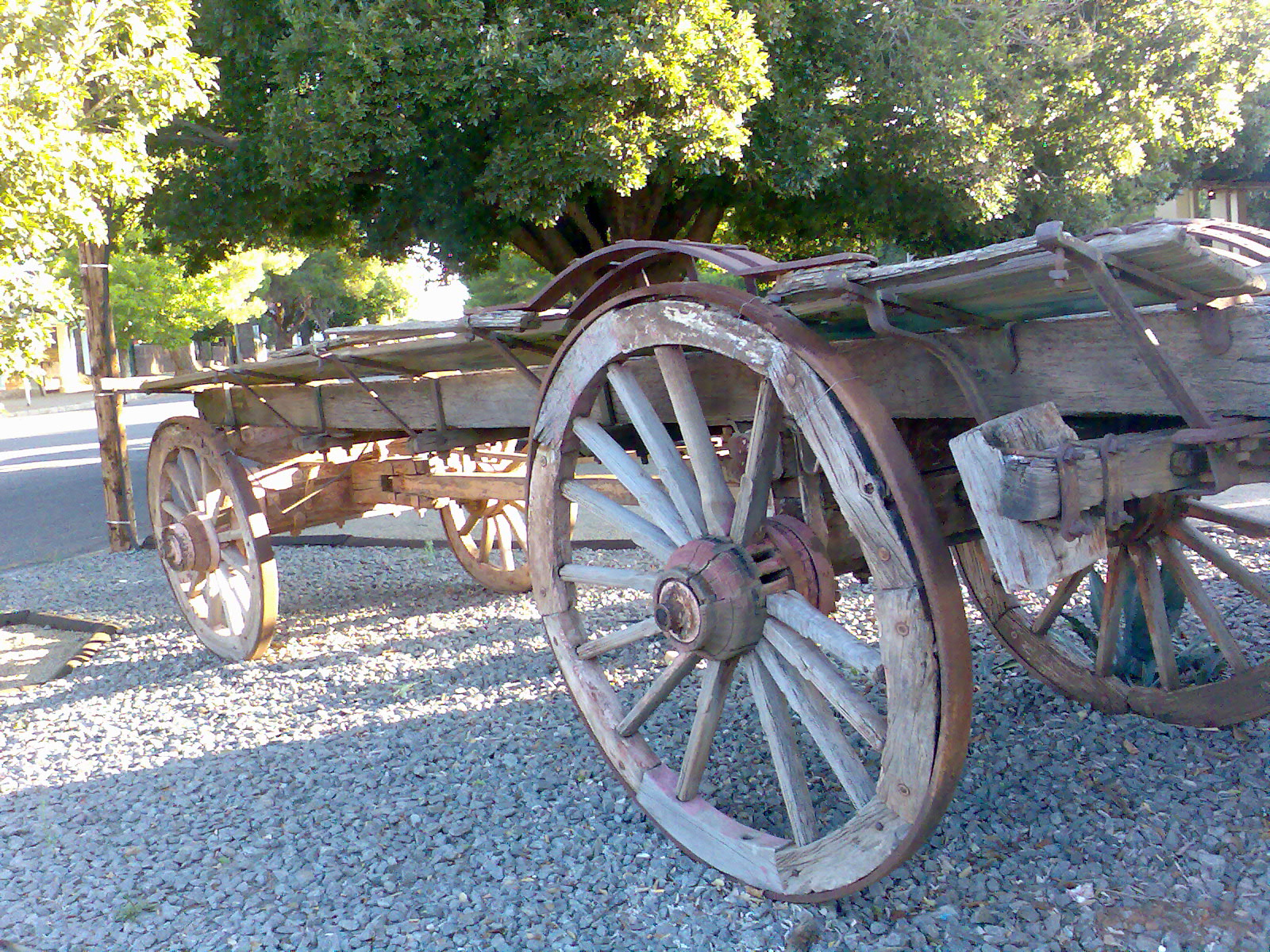
ارابه‌ای در آلیوال شمال، آفریقای جنوبی که توسط گاو نر کشیده می‌شود. به جای خالی سه پره و تایر فلزی توجه کنید.

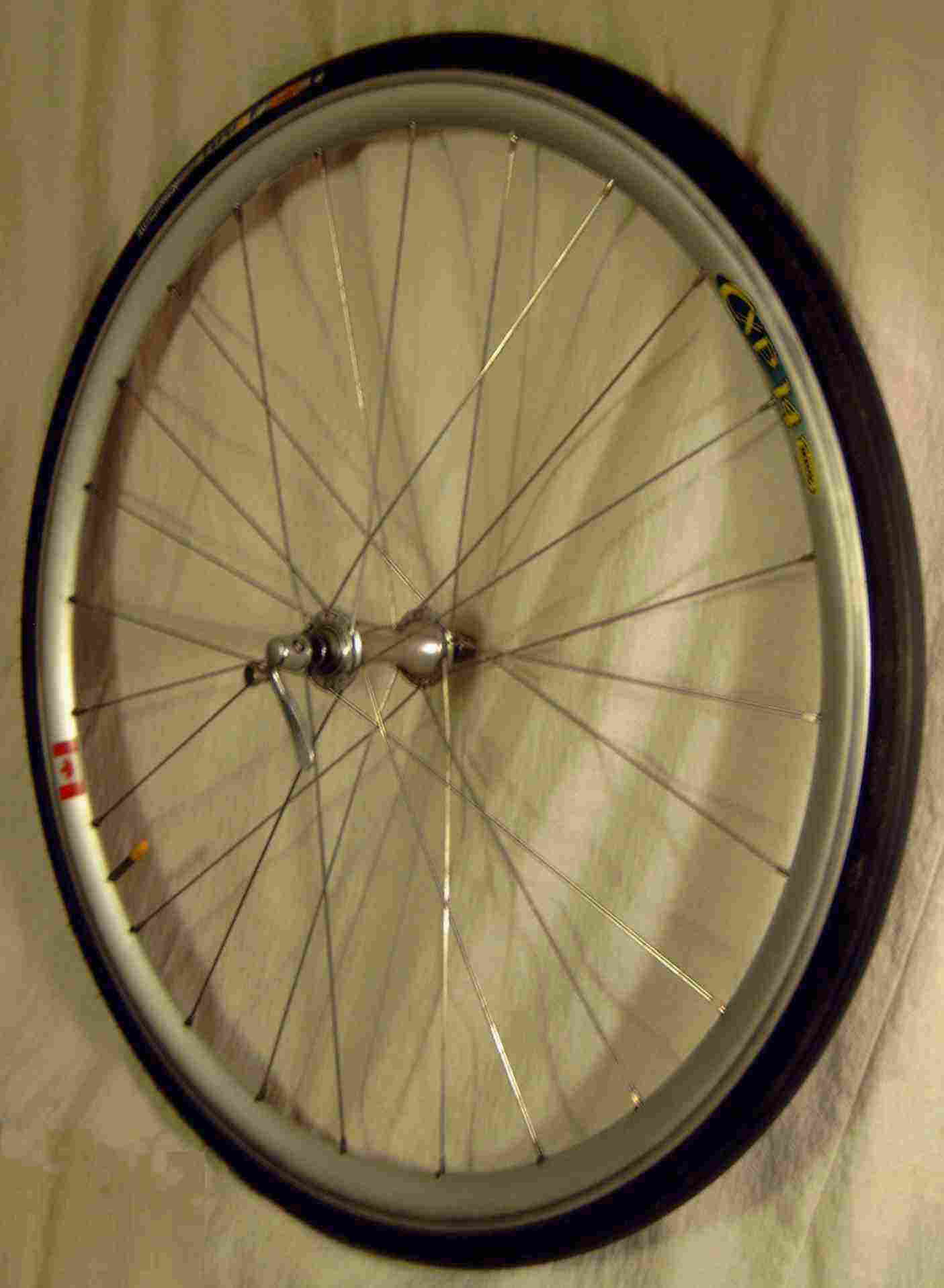
پره‌های کششیِ فلزی یک چرخ دوچرخه.

پره (به انگلیسی: Spoke) پره تعدادی از میله‌های منشعب از مرکز یک چرخ (تویی متصل به محور چرخ) است، که با کشش سطح دایره‌وار به توپی متصل هستند. تعداد پره‌های یک دوچرخه ۲۸ عدد است
اصطلاح در اصل به قسمتهایی از یک کنده اشاره می‌کند که از طول به چهار یا شش بخش تقسیم شده‌است. بخشهای محوری چرخ یک ارابه به‌وسیلهٔ کندن پره از یک کنده ساخته می‌شود. پره‌تراش
در اصل به همین منظور توسعه یافته‌است. سرانجام، عبارت پره به‌طور عادی بیشتر برای محصول تمام شدهٔ چرخ‌ساز به کار می‌رود تا موادی که مورد استفادهٔ او قرار گرفته‌است.

## تاریخچه
چرخ‌های پره‌دار به منظور سبک‌تر و سریع‌تر کردن ساختمان وسایل نقلیه اختراع شد. تاریخ قدیمی‌ترین نمونه‌های شناخته‌شده در متن فرهنگ آندرونوو به ۲۰۰۰ سال قبل از میلاد می‌رسد. بلافاصله بعد از آن، در بخش عظیمی از سه قرن در فرهنگ وابسته به اسب ناحیهٔ قفقاز ارابه‌های جنگی دارای چرخ‌های پره‌دار که با اسب کشیده می‌شدند استفاده می‌شدند. چرخ‌ها به عمق شبه‌جزیرهٔ یونان نقل‌مکان کردند، جایی که به منظور ترقی به مردم مدیترانه و سرانجام، پس از شکستن تسلط مینوسی‌ها و تثبیت رهبری پیش کلاسیک اسپارت و آتن به یونان باستان پیوستند.
ارابه‌های سلت‌ها لبهٔ آهنی اطراف چرخ را در اولین هزارهٔ قبل از میلاد معرفی کردند. استفاده از چرخ پره‌دار بدون تغییر و اصلاح عمده‌ای تا دههٔ ۱۸۷۰ ادامه یافت. تا اینکه چرخ‌های سیم‌دار و تایر لاستیکی اختراع شد.

## ساختمان
پره‌ها بسته به اینکه کششی یا تراکمی خواهند بود از چوب، فلز، یا الیاف مصنوعی ساخته می‌شوند.

### پره‌های تراکمی
چرخ‌های پره‌داری که پره‌های چوبی دارند دراصل در کالسکه‌هایی که با اسب کشیده می‌شوند و ارابه‌ها مورد استفاده قرار گرفتند. در اتومبیل‌های اولیه، به‌طور معمول چرخ‌هایی که پره‌های چوبی از نوع چرخ توپ (اسلحه) داشتند استفاده شدند.
در یک چرخ چوبی ساده باری بر توپی چرخ موجب می‌شود که لبهٔ چرخ به آرامی به زمین ساییده شده و پایین‌ترین پرهٔ چوبی فشرده و کوتاه شود. دیگر پره‌ها تغییر مهمی نمی‌کنند.
پره‌های چوبی شعاعی نصب می‌شوند. همچنین برای جلوگیری از لرزش معمولاً پره‌ها، به سمت خارج وسیلهٔ نقلیه گود می‌شوند. گود شدن، موجب می‌شود چرخ گسترش پره‌ها را که به علت جذب رطوبت بیشتر صورت می‌گیرد و گود شدن بیشتر آن را جبران کند.

### پره‌های کششی
برای استفاده در دوچرخه‌ها، چرخ‌هایی که پره‌های چوبی سنگین دارند با چرخ‌های سبکتر به نام چرخهای سیمی که پره‌هایش از سیم‌های فلزی کششی و قابل انطباق ساخته شده‌اند جایگزین شدند. این چرخ‌ها در ویلچرها، موتورسیکلت‌ها و خودروها هم استفاده می‌شوند.

#### انواع
تعدادی از چرخ‌ها پره‌های قابل حرکت دارند که در صورت شکستن یا خم شدن هر یک می‌توان آن را با پرهٔ دیگری جایگزین کرد. چرخ دوچرخه‌ها و ویلچرها از این نوع پره‌ها دارند. دوچرخه‌های دارای کیفیت بالا که چرخ‌های معمولی دارند از پره‌هایی از جنس فولاد ضدزنگ استفاده می‌کنند، درحالی‌که دوچرخه‌های ارزانتر ممکن است از پره‌های گالوانیزه یا کرومیزه استفاده کنند. درحالی‌که پرهٔ دارای کیفیت خوب قادر به تحمل ۲۲۵ کیلوگرم-نیرو (معادل ۵۰۰ پوند-نیرو یا۲٬۲۰۰ نیوتون) فشاراست، برای جلوگیری از خستگی کسری از این میزان استفاده می‌گردد. چون پره‌های چرخ دوچرخه‌ها و ویلچرها تحت فشار هستند، گاهی برای ساخت آنها مواد مقاوم و قابل انعطافی مثل الیاف مصنوعی هم مورد استفاده قرار می‌گیرد.
برای کاهش کشش آئرودینامیک پره‌های فلزی را هم می‌توان به شکل بیضی یا پره درآورد، و برای کاهش وزن در ضمن حفظ استحکام دو تایی یا سه تایی به هم وصل کرد.
| اندازه سیم | قطر         | سطح مقطع  |
| ---------- | ----------- | --------- |
| ۱۵گرم      | ۱٫۸ میلیمتر | 3.24 mm²  |
| ۱۴گرم      | ۲٫۰ میلیمتر | 4 mm²     |
| ۱۳گرم      | ۲٫۳ میلیمتر | 5.29 mm²  |
| ۱۲گرم      | ۲٫۶میلیمتر  | 6.76 mm²  |
| ۱۱گرم      | ۲٫۹ میلیمتر | 8.41 mm²  |
| ۱۰گرم      | ۳٫۲ میلیمتر | 10.24 mm² |

## واکنش به بار
واکنش به بار شعاعی، مثل دوچرخه‌سواری که روی دوچرخه نشسته‌است، در چرخی که پره سیمی خوب تنیده شده دارد، این است که چرخ در قسمتی که با زمین در تماس است به آرامی مسطح می‌شود. بقیه چرخ تقریباً دایره شکل می‌ماند. کشش همهٔ پره‌ها به میزان قابل توجهی افزایش نمی‌یابد. به جای آن کشش پره‌هایی که مستقیماً زیر توپی چرخ قرار دارند کاهش می‌یابد. نحوهٔ توصیف این موقعیت مورد بحث است.